# (7602) Yidaeam
(7602) Yidaeam est un astéroïde de la ceinture principale.

## Description
(7602) Yidaeam est un astéroïde de la ceinture principale. Il fut découvert le 31 décembre 1994 à Oizumi par Takao Kobayashi. Il présente une orbite caractérisée par un demi-grand axe de 3,04 UA, une excentricité de 0,07 et une inclinaison de 9,8° par rapport à l'écliptique.

## Compléments